# Petr Kolář (kněz)
Petr Kolář SJ (7. února 1941 Paskov – 20. května 2023) byl římskokatolický kněz, člen České provincie Tovaryšstva Ježíšova. Původně pracoval v technických profesích. Když se v roce 1968 vracel ze zahraničí a dozvěděl se o invazi vojsk Varšavské smlouvy, rozhodl se ve Vídni vstoupit do řádu. Později žil mnoho let v Paříži, kde se angažoval ve vydávání a posílání zakázaných knih do Československa. Dva roky pracoval ve vatikánském rozhlase. Po sametové revoluci se vrátil do Československa, pracoval mj. v náboženské redakci Českého rozhlasu. Byl nositelem francouzského Řádu čestné legie.

## Život
Petr Kolář se narodil v Paskově na Frýdeckomístecku, ale od čtyř let žil v Ostravě. V letech 1955–1959 zde studoval na Vyšší průmyslové škole energetické a poté nastoupil do elektromechanické dílny v Elektrárně 1. máje. V letech 1960–1962 absolvoval vojenskou službu. V dalších šesti letech vykonával funkci stavebního dozoru ve stejném podniku, nesoucím už název Ostravsko-karvinské elektrárny.
Od roku 1964 studoval při zaměstnání večerně Vysokou školu báňskou, kterou však v důsledku pražského jara nedokončil. V srpnu 1968, když se při cestě z horolezecké výpravy v Jugoslávii dozvěděl o obsazení Československa, se rozhodl zůstat v Rakousku, kde vstoupil do noviciátu řádu. Postupně studoval v St. Andrä, Münsteru, Mnichově, Lyonu a Paříži. V roce 1975 byl v německém městě Ellwangen vysvěcen na kněze. Petr Kolář se totiž stýkal zejména s českou duchovní službou v Německu, kterou vedl P. Karel Fořt. Ten přišel s myšlenkou, že by v Ellwangen mohli být svěceni čeští exiloví novokněží. Kněžské svěcení se pak konalo v rámci české poutě.
Poté žil řadu let v Paříži, kde se podílel na vydávání a posílání zakázaných knih do Československa, kam se mu podařilo dopravit stovky knih. Kromě toho měla československá podzemní církev možnost poslouchat jeho nedělní komentáře k aktuálním otázkám, které vysílalo Radio Vatikán, kde pracoval v letech 1982–1984 v oddělení mezinárodních zpráv. Poté zastával opět různé funkce v Paříži, např. v sekretariátu arcibiskupského ústředí pro službu cizincům, žijícím v pařížské oblasti.
V roce 1990 se vrátil do Československa. V následujícím roce nastoupil do náboženské redakce Českého rozhlasu. Byl také členem mediální komise České biskupské konference a koordinátorem formace jezuitského dorostu České provincie jezuitského řádu. V roce 1992 se stal koordinátorem mediální práce provincie.
| „           | Je to člověk hluboké víry, ale přitom neuvěřitelné upřímnosti. U něj je vše opravdové. | “ |
| — Jan Sokol |                                                                                        |   |

Zemřel na následky dopravní nehody 20. května 2023.

## Názory
Stát Vatikán
- „Evangelium nepotřebuje, aby církev měla stát. Zdá se mi, že evangelium touto cestou něco důležitého ztrácí. Státní uspořádání k životu podle evangelia nepřitahuje. Někdy si říkám, co by tomu řekl Ježíš z Nazareta, kdyby si mohl prohlédnout vatikánské úřady a kongregace. Osobně mám z Nového zákona dojem, že Ježíš měl blíž k anarchistům než k zakladatelům nového státu.“[8]

Římské univerzity
- „Často se setkávám s iluzorní představou, že když je Vatikán centrum katolické církve, Svaté město, věci tam musí být na nejlepší úrovni. Je to ale složitější: Gregoriánská a hlavně Lateránská univerzita jsou místa vhodná pro přípravu na službu v církevních institucích, jmenovitě v ústředí organizace... Římské univerzity obecně nevychovávají v první řadě teology, ale administrativní síly, např. pro Vatikán. Já osobně bych tam na normální studium nikdy nikoho neposlal. To není kritika – dobrý absolvent těchto škol by ale měl zůstat v Římě, pro práci tady potřebujeme lidi, kteří dokáží tvořivě pracovat a řešit naši domácí situaci.“[8]

## Ocenění
- Nejvyšší francouzské státní vyznamenání Řád čestné legie v hodnosti rytíř (2007) – za přispění k francouzsko-českému sblížení a boj za svobodu vyznání.[6]